# راي براون (منافس ألعاب قوى)
راي براون (بالإنجليزية: Ray Brown)‏ هو منافس ألعاب قوى أمريكي، ولد في 11 أغسطس 1961.

## وصلات خارجية
- راي براون على موقع الاتحاد الدولي لألعاب القوى (الإنجليزية)